# Molophilus crististylus
Molophilus crististylus är en tvåvingeart som beskrevs av Alexander 1969. Molophilus crististylus ingår i släktet Molophilus och familjen småharkrankar. Inga underarter finns listade i Catalogue of Life.